# Gabinete Plenković II
El decimoquinto Gobierno de la República de Croacia es la convocatoria actual del Gobierno de la República de Croacia, cuyo mandato comenzó el 23 de julio de 2020.  El Primer Ministro es Andrej Plenković, quien se encuentra en su segundo mandato consecutivo en el cargo.

## Historial de mandatos
Dirigido por el primer ministro conservador saliente Andrej Plenković, este gobierno está formado y respaldado por una coalición de centro-derecha entre la Unión Democrática Croata (HDZ) y el Partido Serbio Demócrata Independiente (SDSS). Juntos tienen 66 diputados de 151, o el 43,7% de los escaños del Parlamento. Goza del apoyo sin participación del Partido Popular Croata - Demócratas Liberales (HNS), el Partido Popular - Reformistas (NS-R) y las minorías nacionales. Juntos, tienen 10 diputados de 151, o el 6,6% de los escaños del Parlamento.
Se formó tras las elecciones legislativas anticipadas del 5 de julio de 2020. Por tanto, sucede al 14º gobierno, formado y apoyado por una coalición entre el HDZ y el HNS, y que se beneficia del apoyo de varios pequeños partidos y representantes de las minorías.

### Formación
Durante las elecciones parlamentarias, la Unión Democrática en el poder obtuvo una clara victoria al consolidar su mayoría relativa con más de 65 diputados, es decir, más de 20 escaños por delante de los socialdemócratas, mientras que las encuestas anunciaban un resultado ajustado. El buen resultado del Movimiento de la Patria de Miroslav Škoro (MPMŠ) no le permite jugar a los 'hacedores de reyes' debido a la ventaja registrada por HDZ.
Al día siguiente de las elecciones, Andrej Plenković se asegura el apoyo de los dos partidos liberales, el Partido Popular Croata y el Partido Popular - Los Reformistas, así como de las ocho minorías elegidas, lo que hace un total de 76 simpatizantes. El 16 de julio, el presidente de la República Zoran Milanović encargó al Jefe del Ejecutivo saliente la tarea de formar un nuevo equipo de gobierno. Al presentar su lista de 17 ministros -incluido un vice primer ministro designado serbocroata- a los diputados el 22 de julio, Plenković ganó el voto de confianza por 76 votos a favor, es decir, la mayoría absoluta exacta, y 59 en contra.

## Apoyo parlamentario
| Cámara | Candidato        | Fecha                                                 | Voto |    |    |  |   | PLI | FO | PCC | ADI |   | ACL | Focus | PSLC | PDC | PPC | Ind.   | Total  |
| ------ | ---------------- | ----------------------------------------------------- | ---- | -- | -- |  | - | --- | -- | --- | --- | - | --- | ----- | ---- | --- | --- | ------ | ------ |
|        | Andrej Plenković | 18 de julio de 2022 Mayoría simple requerida (76/151) | Sí   | 62 |    |  | 3 |     |    |     |     |   |     |       | 3    | 1   | 1   | 6      | 76/151 |
| No     | Andrej Plenković | 18 de julio de 2022 Mayoría simple requerida (76/151) |      | 34 | 12 |  | 7 | 6   | 4  | 3   | 3   | 3 | 1   |       |      |     | 2   | 75/151 |        |
| Abs.   | Andrej Plenković | 18 de julio de 2022 Mayoría simple requerida (76/151) |      |    |    |  |   |     |    |     |     |   |     |       |      |     |     | 0/151  |        |

## Gabinete Ministerial
Unión Democrática Croata
     Partido Serbio Democrático Independiente
     Independientes

### Presidente del Gobierno de la República de Croacia
| Fotografía | Presidente       | Período               | Período             | Partido | Partido | Ref   |
| Fotografía | Presidente       | Inicio                | Fin                 | Partido | Partido | Ref   |
| ---------- | ---------------- | --------------------- | ------------------- | ------- | ------- | ----- |
|            | Andrej Plenković | 19 de octubre de 2016 | Al Próximo Gobierno |         |         | [ 5 ] |

### Vicepresidentes del Gobierno de la República de Croacia
| Fotografía | Vicepresidente  | Período             | Período             | Partido | Partido |
| Fotografía | Vicepresidente  | Inicio              | Fin                 | Partido | Partido |
| ---------- | --------------- | ------------------- | ------------------- | ------- | ------- |
|            | Tomo Medved     | 23 de julio de 2020 | Al Próximo Gobierno |         |         |
|            | Davor Božinović | 9 de junio de 2017  | Al Próximo Gobierno |         |         |
|            | Oleg Butković   | 23 de julio de 2020 | Al Próximo Gobierno |         |         |
|            | Boris Milošević | 23 de julio de 2020 | 29 de abril de 2022 |         |         |
|            | Anja Šimpraga   | 29 de abril de 2022 | 17 de mayo de 2024  |         |         |

### Ministerios
| Ministerio                                                  | Fotografía | Titular               | Período                 | Período                 | Partido | Partido | Ref    |
| Ministerio                                                  | Fotografía | Titular               | Inicio                  | Fin                     | Partido | Partido | Ref    |
| ----------------------------------------------------------- | ---------- | --------------------- | ----------------------- | ----------------------- | ------- | ------- | ------ |
| Agricultura                                                 |            | Marija Vučković       | 22 de julio de 2019     | 17 de mayo de 2024      |         |         | [ 6 ]  |
| Asuntos Exteriores y Europeos                               |            | Gordan Grlić-Radman   | 22 de julio de 2019     | Al Próximo Gobierno     |         |         |        |
| Asuntos Marítimos, Transporte e Infraestructura             |            | Oleg Butković         | 19 de octubre de 2016   | Al Próximo Gobierno     |         |         | [ 7 ]  |
| Asuntos Sociales, Derechos Humanos y de las Minorías        |            | Boris Milošević       | 23 de julio de 2020     | 29 de abril de 2022     |         |         |        |
| Asuntos Sociales, Derechos Humanos y de las Minorías        |            | Anja Šimpraga         | 29 de abril de 2022     | 17 de mayo de 2024      |         |         |        |
| Ciencia y Educación                                         |            | Radovan Fuchs         | 23 de julio de 2020     | Al Próximo Gobierno     |         |         | [ 8 ]  |
| Cultura y Medios                                            |            | Nina Obuljen Koržinek | 19 de octubre de 2016   | Al Próximo Gobierno     |         |         | [ 9 ]  |
| Defensa                                                     |            | Mario Banožić         | 23 de julio de 2020     | 11 de noviembre de 2023 |         |         | [ 10 ] |
| Defensa                                                     |            | Ivan Anušić           | 16 de noviembre de 2023 | Al Próximo Gobierno     |         |         |        |
| Desarrollo Regional y Fondos de la Unión Europea            |            | Nataša Tramišak       | 23 de julio de 2020     | 17 de enero de 2023     |         |         | [ 11 ] |
| Desarrollo Regional y Fondos de la Unión Europea            |            | Šime Erlić            | 17 de enero de 2023     | Al Próximo Gobierno     |         |         |        |
| Economía y Desarrollo Sostenible                            |            | Tomislav Ćorić        | 23 de julio de 2020     | 29 de abril de 2022     |         |         | [ 12 ] |
| Economía y Desarrollo Sostenible                            |            | Davor Filipović       | 29 de abril de 2022     | 12 de diciembre de 2023 |         |         |        |
| Economía y Desarrollo Sostenible                            |            | Damir Habijan         | 20 de diciembre de 2023 | 17 de mayo de 2024      |         |         |        |
| Interior                                                    |            | Davor Božinović       | 9 de junio de 2017      | Al Próximo Gobierno     |         |         | [ 13 ] |
| Finanzas                                                    |            | Zdravko Marić         | 22 de enero de 2016     | 15 de julio de 2022     |         | Ind     | [ 14 ] |
| Finanzas                                                    |            | Marko Primorac        | 15 de julio de 2022     | Al Próximo Gobierno     |         | Ind     |        |
| Justicia y Administración Pública                           |            | Ivan Malenica         | 24 de julio de 2020     | 17 de mayo de 2024      |         |         | [ 15 ] |
| Ordenación del Territorio, Construcción y Bienes del Estado |            | Darko Horvat          | 23 de julio de 2020     | 19 de febrero de 2022   |         |         |        |
| Ordenación del Territorio, Construcción y Bienes del Estado |            | Ivan Paladina         | 19 de febrero de 2022   | 17 de enero de 2023     |         | Ind     | [ 16 ] |
| Ordenación del Territorio, Construcción y Bienes del Estado |            | Branko Bačić          | 17 de enero de 2023     | Al Próximo Gobierno     |         |         |        |
| Salud                                                       |            | Vili Beroš            | 11 de marzo de 2022     | Al Próximo Gobierno     |         |         | [ 17 ] |
| Trabajo y Sistema de Pensiones, Familia y Política Social   |            | Josip Aladrović       | 22 de julio de 2019     | 29 de abril de 2022     |         |         | [ 18 ] |
| Trabajo y Sistema de Pensiones, Familia y Política Social   |            | Marin Piletić         | 29 de abril de 2022     | Al Próximo Gobierno     |         |         |        |
| Turismo y Deportes                                          |            | Nikolina Brnjac       | 23 de julio de 2020     | 17 de mayo de 2024      |         |         | [ 19 ] |
| Veteranos de Croacia                                        |            | Tomo Medved           | 19 de octubre de 2016   | Al Próximo Gobierno     |         |         | [ 20 ] |